# 韋斯特班恩冰磧
韋斯特班恩冰磧（英語：Vestbanen Moraine），是南極洲的冰磧，位於毛德皇后地的阿斯特里德公主海岸，處於沃爾塔特山脈的彼得曼山脈西坡，全長21公里，現時由南極條約體系管理。
71°35′S 11°59′E / 71.583°S 11.983°E